# Acer saccharum
El arce azucarero (Acer saccharum) es una especie de árbol perteneciente a la familia de las sapindáceas, originario de los bosques de mixtos caducifolios del este de Canadá y el este de Estados Unidos.

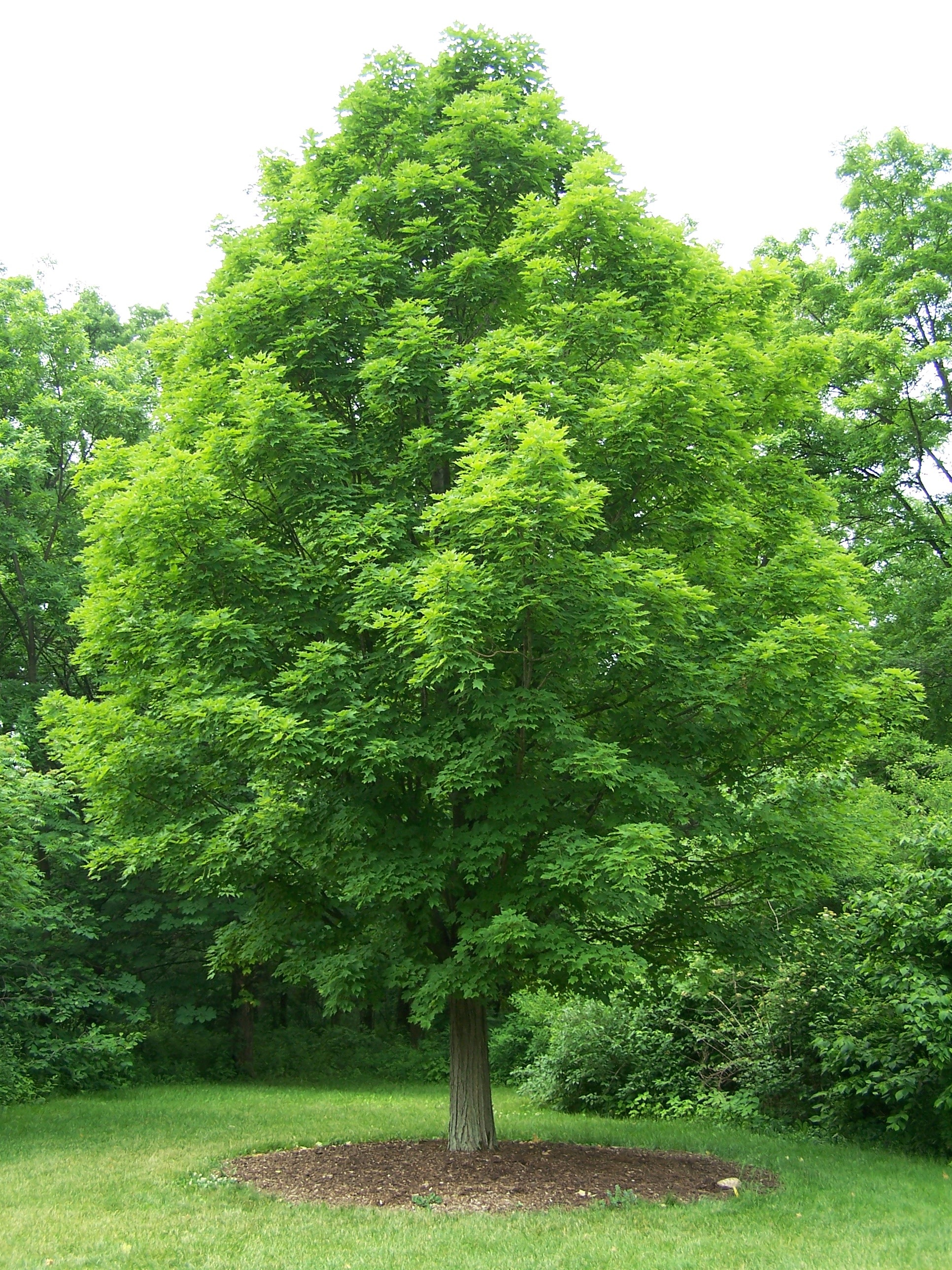
Vista del árbol.

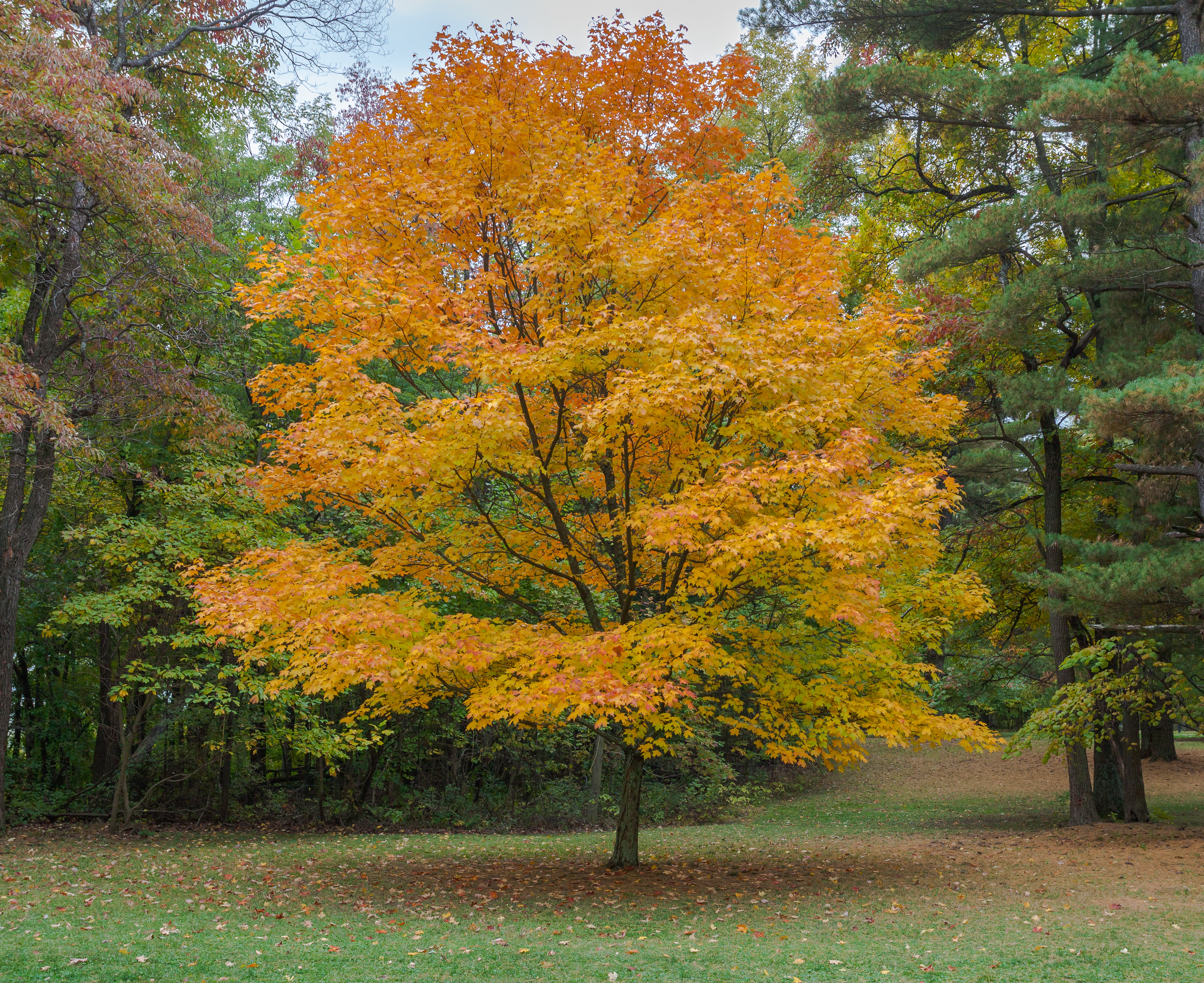
Aspecto en otoño.

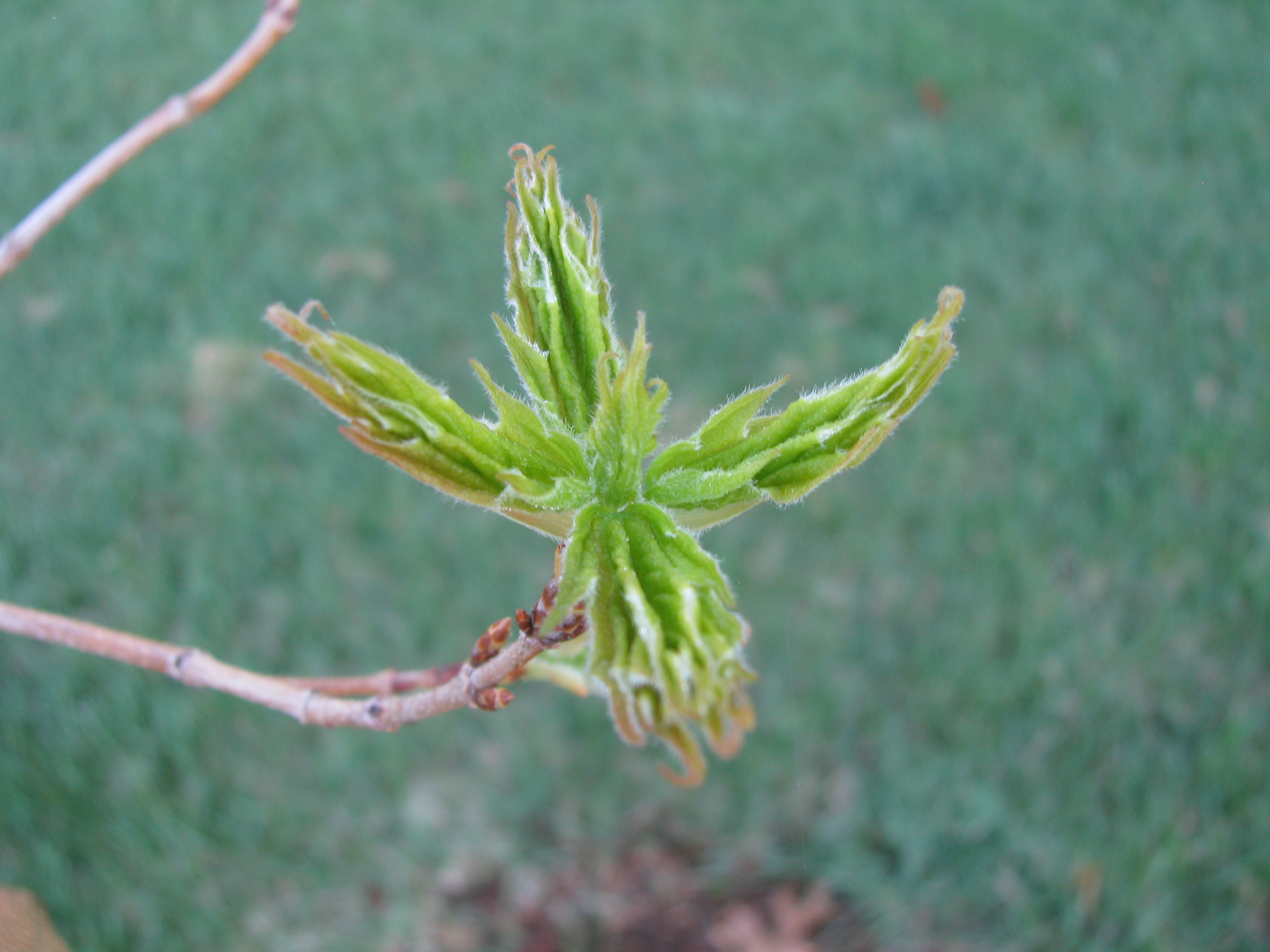
Detalle de la planta.

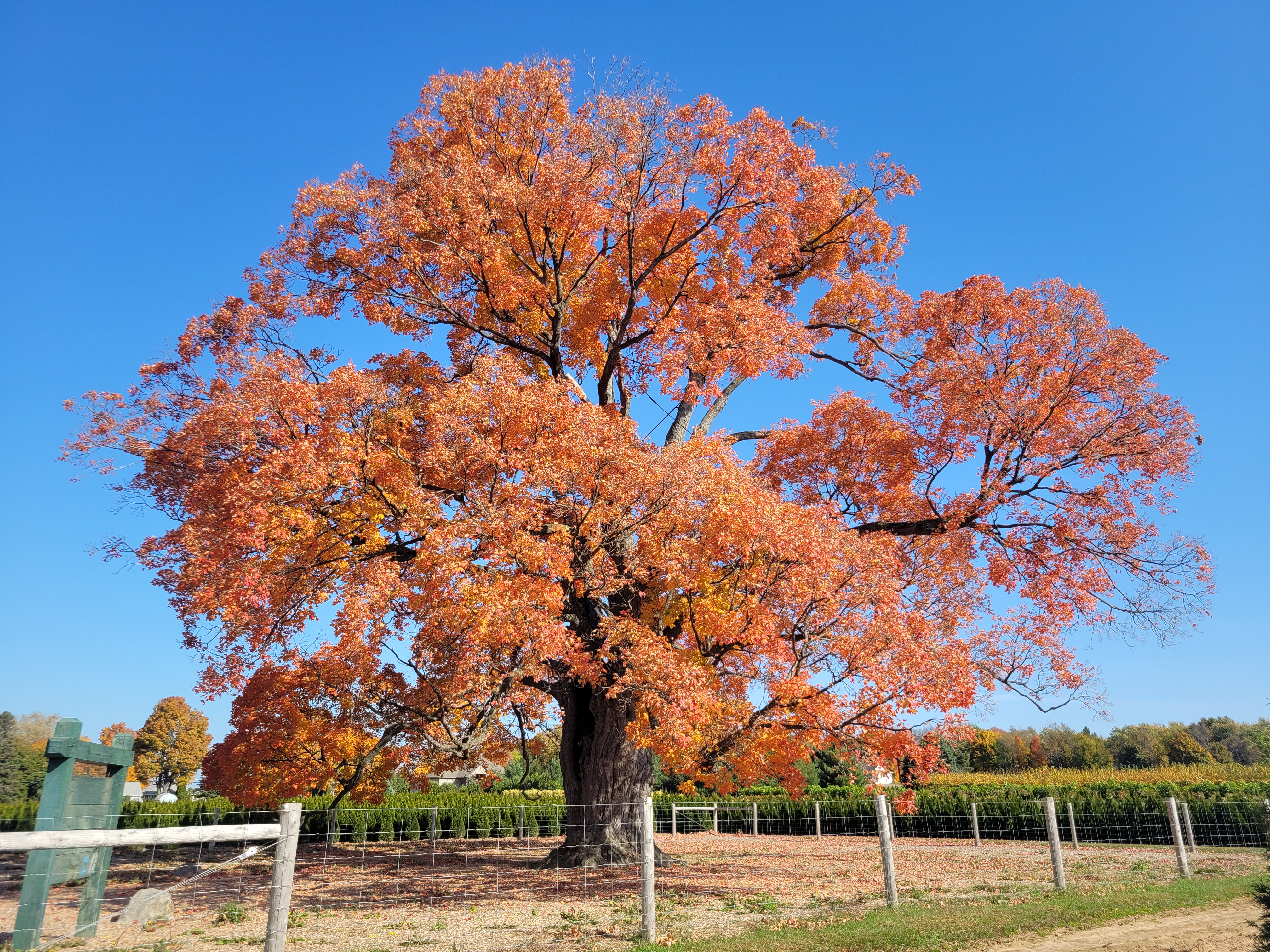
Acer saccharum, Pelham (Ontario)

## Descripción
Es un árbol ancho y columnar, con hojas palmatilobadas, de 13 cm de longitud y 13,5 de diámetro, base acorazonada, con cinco lóbulos, tres mayores terminados en varios dientes, envés peloso y haz verde oscuro, en otoño amarillas, anaranjadas o rojas. Corteza pardo gris y lisa, agrietada y escamosa con la edad. Las flores son pequeñas y verde-amarillentas, colgantes. Fruto con alas paralelas (disámara).

## Cultivos y usos
El jarabe de arce, de tradición milenaria, se obtiene de la savia de este arce, ésta se concentra y filtra para obtener el jarabe. Su transparencia indica su grado (Grados AA, A, B, C y D), pero el grado no es análogo de calidad. Grados AA y A son más suave en su sabor, y los B, C, D son más oscuro, y más robusto en su sabor. No indica su calidad sino su aparencia y sabor.
El arce azucarero es un buen árbol de calle y jardín, porque es fácil de propagar y trasplantar, es de rápido crecimiento y tiene un bonito color.

## Taxonomía
Acer saccharum fue descrita por Humphry Marshall y publicado en Arbustrum Americanum 4, en el año 1785.
Etimología
Acer: nombre genérico que procede del latín ǎcěr, -ĕris = (afilado), referido a las puntas características de las hojas o a la dureza de la madera que, supuestamente, se utilizaría para fabricar lanzas. Ya citado en, entre otros, Plinio el Viejo, 16, XXVI/XXVII, refiriéndose a unas cuantas especies de Arce.
saccharum: epíteto latíno que significa "azúcar".
Variedades aceptadas
- Acer saccharum subsp. floridanum (Chapm.) Desmarais
- Acer saccharum subsp. grandidentatum (Torr. & A.Gray) Desmarais
- Acer saccharum subsp. leucoderme (Small) Desmarais
- Acer saccharum subsp. nigrum (F.Michx.) Desmarais
- Acer saccharum var. rugelii (Pax) Rehder
- Acer saccharum var. schneckii Rehder
- Acer saccharum var. sinuosum (Rehder) Sarg.
- Acer saccharum subsp. skutchii (Rehder) A.E.Murray

Sinonimia
- Acer barbatum f. commune Ashe
- Acer hispidum Schwer.
- Acer nigrum var. glaucum (Schmidt) Fosberg
- Acer nigrum subsp. saccharophorum (K.Koch) R.T.Clausen
- Acer palmifolium Borkh.
- Acer saccharinum var. glaucum Pax
- Acer saccharinum var. viride Schmidt
- Acer saccharophorum K.Koch
- Acer subglaucum Bush
- Acer subglaucum var. sinuosum Bush
- Acer treleaseanum Bush
- Saccharodendron saccharum (Marshall) Moldenke[5]

## Descubrimiento en México
En el año 2000, el Dr. J. Antonio Vázquez García, la Dra. Yalma L. Vargas Rodríguez y Fernando Aragón Cruz, publicaron en el Boletín del Instituto de Botánica de la Universidad de Guadalajara el hallazgo de un bosque de arce Acer saccharum skutchii, en las montañas del municipio de Talpa de Allende, Jalisco descubierto en 1998 por las biólogas Laura González Guzmán y Alejandra Blanco Macías junto con Fernando Aragón Cruz.
El 30 de enero de 2016, el Gobierno del Estado de Jalisco a través de la Secretaría de Medio Ambiente y Desarrollo Territorial anunció la creación de un Área Natural Protegida Parque Estatal Bosque de Arce publicado en la Sección V del Periódico Oficial El Estado de Jalisco.

## En la cultura popular

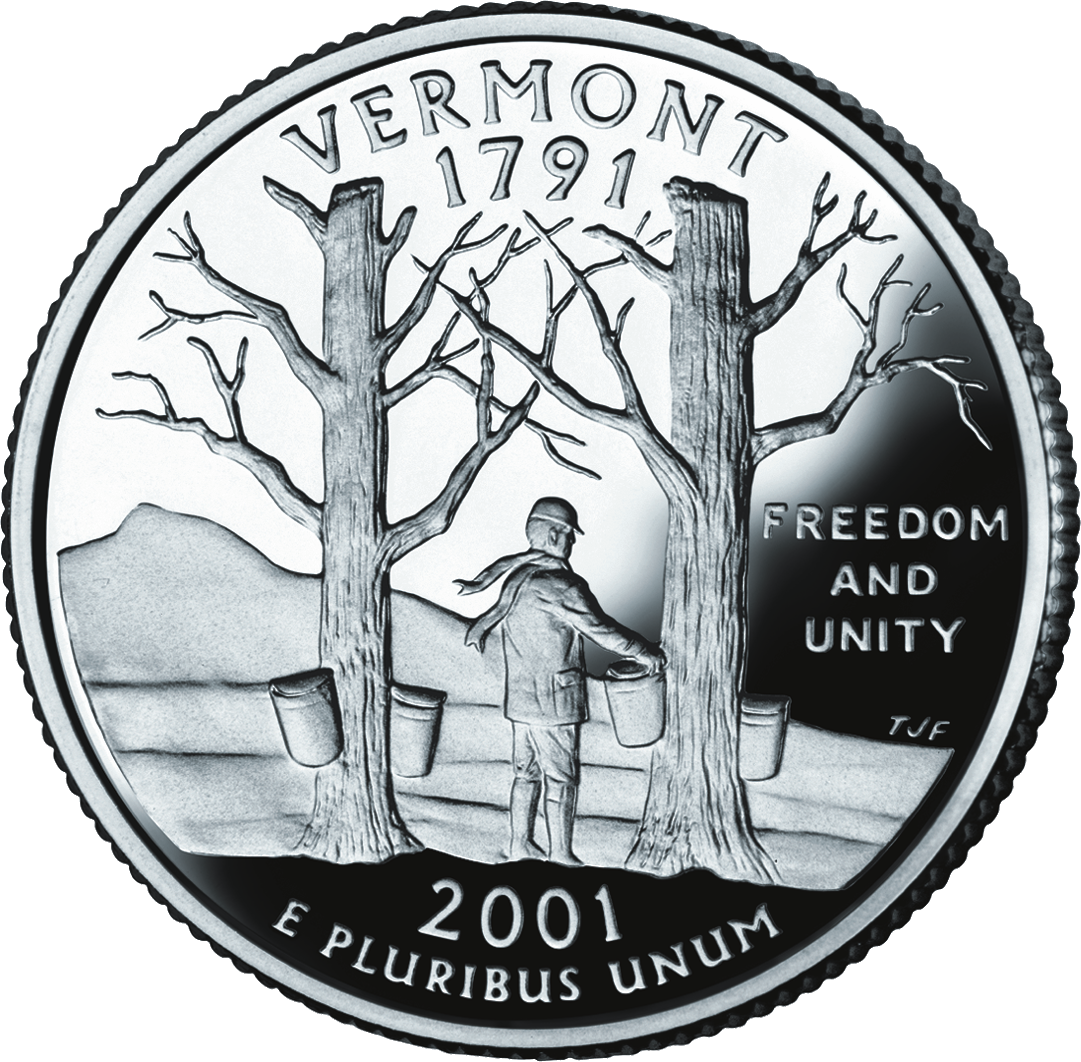
Arces azucareros sin hojas en el barrio del estado de Vermont

El arce azucarero es el árbol estatal de los estados estadounidenses de Nueva York, Vermont, Virginia Occidental y Wisconsin.
Está representado en el cuarto estatal de Vermont, emitido en 2001.